# RIXC
RIXC és el nom amb què es coneix al Centre per la nova cultura audiovisual de Riga. Es tracta d'un projecte conjunt entre diversos agents locals relacionats amb els audiovisuals, cinema, art i cultura jove, així com projectes socials. Els seus fundadors són E-LAB (Electronic Arts and Media Centre), Locomotive (film studio) i el Baltic Centre. L'objectiu del centre és reduir l'esquerda entre l'alta cultura i la cultura popular i les divisions entre la joventut i les minories culturals, intentant actuar de lloc de trobada. El RIXC és membre de la Xarxa NICE (Nordic, Baltic and North East European network) dedicada a petites iniciatives en el camp de l'audiovisual.